# Краснознаменское сельское поселение (Омская область)
Краснознаменское се́льское поселе́ние — муниципальное образование в Москаленском районе Омской области Российской Федерации.
Административный центр — село Красное Знамя.

## История
Статус и границы сельского поселения установлены Законом Омской области от 30 июля 2004 года № 548-ОЗ «О границах и статусе муниципальных образований Омской области». Территория и населённые пункты выделены из Тумановской сельской администрации (после реформы 2004 г. — Тумановское сельское поселение).

## Население
| 2010 | 2011 | 2012 | 2013 | 2014 | 2015 |
| ---- | ---- | ---- | ---- | ---- | ---- |
| 907  | ↘905 | ↘893 | ↘876 | ↘859 | ↘834 |
| 2016 | 2017 | 2018 | 2019 | 2020 | 2021 |
| ↘800 | →800 | ↗805 | ↘771 | ↘718 | ↘683 |
| 2023 |      |      |      |      |      |
| ↘660 |      |      |      |      |      |

Гендерный состав
По данным Всероссийской переписи населения 2010 года в гендерной структуре населения из 907 человек мужчин — 437, женщин — 470	(48,2 и 51,8 % соответственно)

## Состав сельского поселения
| № | Населённый пункт | Тип населённого пункта       | Население |
| - | ---------------- | ---------------------------- | --------- |
| 1 | Красное Знамя    | село, административный центр | 806       |
| 2 | Лузино           | деревня                      | ↘37       |
| 3 | Харловка         | деревня                      | 64        |